# 623
Năm 623 là một năm trong lịch Julius. 